# Diapetimorpha delfini
Diapetimorpha delfini är en stekelart som beskrevs av Dmitriy R. Kasparyan och Ruiz-cancino 2005. Diapetimorpha delfini ingår i släktet Diapetimorpha och familjen brokparasitsteklar. Inga underarter finns listade i Catalogue of Life.